# Eddie Gribbon
Pour les articles homonymes, voir Gribbon.
Eddie Gribbon est un acteur américain né le 3 janvier 1890 à New York, dans l'État de New York aux États-Unis, et décédé le 28 septembre 1965 à Hollywood en Californie.

## Filmographie partielle
- 1916 : His Baby
- 1917 : Down by the Sea
- 1917 : A Smoky Love Affair
- 1917 : Her Merry Mix-Up
- 1917 : Crazy by Proxy
- 1917 : Almost a Bigamist
- 1917 : Local Color
- 1917 : An Ice Man's Bride
- 1917 : Betty Makes Up
- 1919 : Reilly's Wash Day
- 1919 : Among Those Present : A Versatile Participant
- 1919 : The Little Widow de Francis Boggs : Long Lost Soldier Husband
- 1919 : The Dentist
- 1919 : Back to the Kitchen
- 1919 : Uncle Tom Without a Cabin
- 1919 : Salome vs. Shenandoah
- 1919 : His Last False Step
- 1919 : La Petite Dame d'à côté (The Speakeasy) de F. Richard Jones
- 1920 : The Honeymooners
- 1920 : Ten Dollars or Ten Days
- 1920 : Gee Whiz : Undetermined Role
- 1920 : Un mariage mouvementé (Down on the Farm)
- 1920 : Fresh from the City
- 1920 : By Golly!
- 1920 : Married Life
- 1920 : You Wouldn't Believe It
- 1920 : The Quack Doctor
- 1920 : His Youthful Fancy
- 1920 : Love, Honor and Behave! : His Left-Hand Man
- 1920 : The Movie Bug
- 1920 : Bungalow Troubles
- 1921 : On a Summer Day
- 1921 : L'Idole du village (A Small Town Idol) de Erle C. Kenton et Mack Sennett : Chef des bandits
- 1921 : The Unhappy Finish
- 1921 : Made in the Kitchen
- 1921 : Officer Cupid
- 1921 : Astray from the Steerage : An official sneak
- 1921 : Home Talent : Stranded Actor
- 1921 : Call a Cop
- 1921 : Rêve de seize ans (Molly O') de F. Richard Jones : Jim Smith
- 1921 : Be Reasonable : The Lifeguard
- 1921 : Playing with Fire : Bill Butler
- 1922 : Fiancé malgré lui (The Crossroads of New York) de F. Richard Jones : Star Boarder
- 1922 : Alias Julius Caesar : 'Nervy' Norton
- 1922 : L'Audace et l'Habit (A Tailor-Made Man) de Joseph De Grasse : Russell
- 1922 : The Village Blacksmith : The Village Gossip
- 1922 : Chagrin de gosse (Trouble) d'Albert Austin
- 1922 : Captain Fly-by-Night : Cassara
- 1923 : The Fourth Musketeer : Mike Donovan
- 1923 : Crossed Wires : Tim Flanagan
- 1923 : Double Dealing : Alonzo B. Keene
- 1923 : The Victor : Porky Schaup, Boxer
- 1923 : Hoodman Blind : Battling Brown
- 1924 : After the Ball : A Crook
- 1924 : Jack O'Clubs : Spike Kennedy
- 1924 : Les Loups de la frontière (The Border Legion) : Blicky
- 1924 : East of Broadway : Danny McCabe
- 1925 : Mac's Beth
- 1925 : The Mansion of Aching Hearts : Fritz Dahlgren
- 1925 : Dans la fournaise (Code of the West) de William K. Howard : Tuck Merry
- 1925 : Que personne ne sorte ! (Seven Days) : le voleur
- 1925 : The Limited Mail : 'Spike' Nelson
- 1925 : Battling Romeo
- 1925 : Taming of the Shrewd
- 1926 : Under Western Skies : Reed
- 1926 : L'Oiseau de nuit (The Bat) de Roland West : Detective Anderson
- 1926 : La Roche qui tue (Desert Gold) de George B. Seitz : One-Found Kelley
- 1926 : The Flaming Frontier : Jonesy
- 1926 : Bachelor Brides : Glasgow Willie aka Limehouse Herbert
- 1926 : The Flying Mail : 'Gluefoot' Jones
- 1926 : There You Are! : Eddie Gibbs
- 1926 : Marine d'abord ! (Tell It to the Marines) de George W. Hill : Cpl. Madden
- 1927 : Man Bait : Red Welch
- 1927 : Convoy : Eddie
- 1927 : The Callahans and the Murphys : Jim Callahan
- 1927 : Night Life (en) de George Archainbaud : Nick
- 1927 : Les Voleurs volés (Cheating Cheaters) : Steve Wilson
- 1927 : Streets of Shanghai de Louis J. Gasnier : Swede
- 1928 : Buck Privates : Sgt. Butts
- 1928 : Nameless Men : Blackie
- 1928 : Stop That Man : Bill O'Brien
- 1928 : Bachelor's Paradise de George Archainbaud : Terry Malone
- 1928 : United States Smith : Sgt. Steve Riley
- 1928 : Gang War : Blackjack
- 1929 : Fancy Baggage : Steve
- 1929 : From Headquarters (en) d'Howard Bretherton : Pvt. Murphy
- 1929 : Two Weeks Off : Sid Winters
- 1929 : Two Men and a Maid : Adjutant
- 1929 : Twin Beds : Red Trapp
- 1930 : They Learned About Women : Brennan, Blue Sox Manager
- 1930 : Dames Ahoy (en) de William James Craft : Mac Dougal
- 1930 : Chanson de l'Ouest (Song of the West) : Sergeant Major
- 1930 : Born Reckless : Bugs
- 1930 : Good Intentions : Liberty Red
- 1930 : Parlez Vous
- 1930 : We! We! Marie!
- 1931 : ¡Hola, Rusia!
- 1931 : The Royal Bluff
- 1931 : Three Rogues : Bronco Dawson
- 1931 : The Sargie's Playmate
- 1931 : Mr. Lemon of Orange : Walter
- 1931 : Just a Bear : Undetermined Role
- 1931 : Here's Luck
- 1931 : Parisian Gaities
- 1931 : Crashing Reno
- 1931 : First to Fight
- 1931 : Hotter Than Haiti
- 1931 : Bless the Ladies
- 1931 : Peeking in Peking
- 1932 : Law and Order : Elder's deputy
- 1932 : Officer, Save My Child
- 1932 : Le trésor caché (en) (Hidden Gold) d'Arthur Rosson : Big Ben Cooper
- 1933 : A Wrestler's Bride
- 1934 : Search for Beauty : Adolph Knockler
- 1934 : I Can't Escape (en) d'Otto Brower : Beat Cop
- 1934 : Everything's Ducky : Eddie Taylor
- 1935 : The Cyclone Ranger (en) de Robert F. Hill : Duke
- 1935 : Stone of Silver Creek : Masher
- 1935 : Flying Down to Zero
- 1935 :  Rio Rattler (en) de Bernard B. Ray : Soapy
- 1935 : She Couldn't Take It : Detective
- 1935 : Rip Roaring Riley : Sparko (henchman)
- 1935 : The Shadow of Silk Lennox : Henchman Lefty Sloan
- 1936 : L'Homme nu (Love on a Bet) de Leigh Jason : Donovan, Stupid Escaped Con
- 1936 : The Millionaire Kid (en) de Bernard B. Ray : Hogan
- 1936 : Sleepless Hollow : Eddie
- 1936 : The Phantom Rider : Sherrif Mark
- 1936 : I Cover Chinatown (en) de Norman Foster : Truck Driver
- 1937 : Too Many Wives : Owner of Oscar's Diner
- 1937 : You Can't Buy Luck : Chuck
- 1937 : There Goes My Girl : Mike, Whelan's Strong Arm Man
- 1937 : The 13th Man : Iron Man' (Swiftys bodyguard)
- 1937 : Le Caïd (The Big Shot) : Soapy, aka Mr. Stratford Enright III
- 1937 : San Quentin
- 1937 : Big City : Slow-Witted Policeman
- 1937 : La Vie, l'Art et l'Amour (Live, Love and Learn) : Turkish Bath Attendant
- 1937 : Mannequin : Detective
- 1937 : SOS vertu ! (Wise Girl) de Leigh Jason : Fight referee
- 1938 : The Spy Ring : Sergeant who threatens Mayhew
- 1938 : Maid's Night Out : Tim Hogan, Milkman
- 1938 : Anaesthesia
- 1938 : On the Great White Trail : RCMP Constable Patsy
- 1938 : Little Orphan Annie : Monk
- 1939 : La Ronde des pantins (Idiot's Delight) : Flic
- 1939 : Moving Vanities : Moving Van Driver
- 1939 : Mon mari court encore (Fast and Furious) : Hennessy, un policier
- 1939 : Nick joue et gagne (Another Thin Man) de W. S. Van Dyke : Baggage Man
- 1940 : The Big Premiere : Officer
- 1940 : La Vie de Thomas Edison (Edison, the Man) de Clarence Brown : Cashier
- 1940 : Gold Rush Maisie : Gus (customer in Harry's Diner)
- 1940 : The Leather Pushers : Pete Manson
- 1940 : Le Dictateur (The Great Dictator) : Tomanian Storm Trooper
- 1940 : Li'l Abner d'Albert S. Rogell : Barney Bargrease
- 1942 : About Face : Policeman
- 1942 : The Secret Code : First mate
- 1943 : Radio Runaround
- 1943 : Sleepy Lagoon : A Lug
- 1943 : Blazing Guns (en) de Robert Emmett Tansey : Cactus Joe
- 1943 : Mr. Muggs Steps Out : Butch Grogan
- 1943 : Canyon City (en) de �Spencer Gordon Bennet : Deputy Frank
- 1943 : Who's Hugh? : George Finklesmith
- 1944 : To Heir Is Human : Bobo
- 1946 : Joe Palooka, champion (Joe Palooka, Champ) : Louie, the Louisiana Lion
- 1946 : Gentleman Joe Palooka : Sparring Partner
- 1946 : Mr. Hex : Blackie, a Henchman
- 1947 : Joe Palooka in the Knockout : Canvasback
- 1948 : Joe Palooka in Fighting Mad : Scranton
- 1948 : Smart Woman (en) d'Edward A. Blatt : Man in Bar
- 1948 : Joe Palooka in Winner Take All : Canvas
- 1948 : Smugglers' Cove : Digger, the Caretaker
- 1948 : Street Corner : Taxi Driver
- 1949 : Joe Palooka in the Big Fight : Canvas-Back
- 1949 : Fighting Fools : Highball
- 1949 : The Beautiful Blonde from Bashful Bend : Hoodlum
- 1949 : Joe Palooka in the Counterpunch : Canvasback
- 1950 : Joe Palooka Meets Humphrey : Canvasback
- 1950 : Joe Palooka in Humphrey Takes a Chance : Canvas
- 1950 : Triple Trouble (en) de Jean Yarbrough : Hobo Barton
- 1950 : Joe Palooka in the Squared Circle : Canvasback (a trainer)
- 1951 : So You Want to Be a Cowboy : Movie barfly
- 1951 : Joe Palooka in Triple Cross : Canvas, a trainer